# 秋櫻之空
《秋櫻之空》是Marron於2001年7月27日發售的18禁戀愛冒險遊戲作品，與以此為原作的輕小說作品、合同漫畫作品以及廣播劇CD作品。

## 概要
Marron的出道作品。廠商所公稱的類型是「歡笑與淚水的治癒系AVG」，不過「歡笑」的比例居多。除了終盤以外，總是搞笑連發地進行故事。另一方面，因為其設定與終盤的故事展開，也有被稱作為「逆『ONE』」之類，也可以說是屬於賺人熱淚的遊戲。由於本作品是廠商的出道作，發售前的風評並不理想，不過經由口耳相傳成為人氣作品，發售了輕小說、合同漫畫、廣播劇CD。特別是廣播劇CD以十八禁遊戲原作而言，請到非常豪華的聲優陣容，而且除了外傳與全卷購入特典之外全都是2枚組的大份量，成為歷經兩年一共7卷的長期系列。甚至在2002年8月舉辦了Marron作品（雖說當時只發售了本作品而已）Only的同人誌即賣會。此外因為本作的原始版有多處臭蟲、在Windows2000/XP等NT系OS上無法正常動作，有許多希望能夠出對應NT系OS或是全語音化重製版的聲音。另外也出現了由有心同志所製作的互換系統（其中包含有在Linux或PocketPC上動作的，甚至有稱之為移植會比較適當的東西）。雖然系統面上有諸多問題在，角色面上融入了撒嬌姐（ダダ甘）、姐萌、蠻橫嬌羞（ツンデレ）等要素，對以後的作品影響很大。

## 前情提要
新澤靖臣是奈奈坂學園的2年級學生，自稱「在運動上燃燒青春，心地善良的好青年」。因為某些原因和父母分開，在以前祖父的家過著獨自一人居住，和大一歲的青梅竹馬櫻橋涼香與愉快的同學們、仰慕他的可愛後輩等人圍繞，過著快樂的校園生活。然而，靖臣有個只有他和涼香知道的秘密。與雙親分離也是因為這個秘密，靖臣變得會猶豫與他人加深關係，這件事也使得涼香心痛。
文化祭即將到來的秋天，在與平常有點不同的學校裡，靖臣和周遭的關係也漸漸地開始發生變化。獲得第一次打從心裡愛上的對象，在那前方等著他的是……。

## 登場人物
括弧內的聲優是廣播劇CD版的演出者（原作沒有語音）。另外以下解說包含一部份原作者竹井10日公認同人誌裡初出的內容。

### 主要角色
新澤靖臣（にいざわ やすおみ、聲優：綠川光 ※幼少時：橫手久美子）
主角（可以更改名字）。奈奈坂學園2-B。經常做出突發性言行舉止的麻煩製造者，被稱為「搞不懂在作什麼的奈奈坂學園傳說的學生」。有獨特的命名品味。害怕床鋪與棉被，即使在家中也用睡袋睡覺（在準備文化祭時也將睡袋帶到學校）。雖然他個人沒有發覺，其實非常地受歡迎。中學時代研習游泳，有創下過中學紀錄，但因為尊敬的武彥的死而遠離游泳。得意招式是以幼兒般的假哭向涼香撒嬌。只要是為了保護自己，即使在別人面前也能夠不在意地撒嬌。
櫻橋涼香（さくらばし すずか、聲優：桑島法子）
奈奈坂學園3-A。家住在靖臣的隔壁，是靖臣稱之為「涼姐（すずねえ）」的青梅竹馬。相當寵愛靖臣，只要是靖臣呼喚、甚至是在心裡想，涼香就會馬上趕過去。第一印象會覺得很完美，但是一次被3個人以上注視著就會開始語無倫次的重度緊張。遇到靖臣的事情會有任性與吃醋的一面。另外非常喜愛蛋糕，遇上跟蛋糕有關的事就會人格轉變即使是靖臣都會遭殃。講話時會像一樣把拉的很長，笑的時候是，心情好則會唱奇妙的歌。惹她生氣的話會飛來（不過是靖臣限定）。10月3日出生在作品中一開始就遇上生生日但是卻沒有相關的事件。小時候的某個事件原因其實是自己造成的而對靖臣的事感到心痛。
是ダダ甘的始祖，從2003年左右開始顯著的姐萌的先驅。因此也有人認為應該將本作視為「姐姐遊戲（姉ゲー）的源流」。另外Marron的次回作姐姐3次方是繼承發展這個涼姐ダダ甘、姐萌路線的作品。
佐久間晴姬（さくま はるひ、聲優：池澤春菜）
奈奈坂學園2-D，和靖臣同年級但不同班。只有3個人的女子游泳社社長。髮型是雙馬尾，即使在游泳時也沒有變動。被靖臣喚作，當叫到這稱呼或提到胸部是洗衣板的話，就會馬上大發雷霆伴隨著「一定要殺了你（絶対死ね）」的口癖飛踢而至。因為某種理由討厭代替出國留學的女子游泳社顧問的門脇老師擔任教練的靖臣（不只是因為靖臣想要自己接受指導而來捉弄的關係）・・・。另外，常被舉為蠻橫嬌羞（ツンデレ）的語源，雖然和語句的成立有很大的關係不過嚴謹地說並不是｢語源｣（詳細參照蠻橫嬌羞項目的歷史一節）。此外身為本系統的角色卻意外地會作料理（連涼香都會稱讚的程度）。喜歡吃炒麵飯（そばめし），9月1日出生。
楠若菜（くすのき わかな、聲優：田村由香里）
奈奈坂學園2-B。與靖臣從1年級就是同班同學，教室的座位在最前列靖臣的隔壁。被靖臣喚作。口癖是在講話時會在句尾重複加上2次，常被靖臣吐槽「不要講兩次（2回言うな）」。家裡很有錢，在靖臣・初子・忠介等麻煩製造者當中屬於有常識的一方。廣播劇CD也會以活躍？。因為體弱多病的緣故身高139cm・體重29kg，而生日在2月29日。經常反覆地住院出院，但是不氣餒反而自豪住院經歷或是會展露「在住院時學會的老奶奶的智囊袋」，被知道她的境遇的人所尊敬。最愛吃栗子不過似乎認為栗子羊羹是邪道。
尼子崎初子（あまこざき ういこ、聲優：川上倫子）
奈奈坂學園2-B。與靖臣從1年級就同班，和若菜是要好的朋友。教室的座位在靖臣後面。雖然有個的愛稱但不常被使用。蹺頭髮、眼鏡、爆乳（據說有3位數但本人否認）齊備的美少女，不過常有驚人之舉是比靖臣還嚴重的麻煩製造者（與靖臣同様能夠裝傻與吐槽），被商店街的人以的稱號所畏懼。1年級時加入演劇社（因人數不足而廢社）。奈奈坂神社的獨生女，常常以巫女裝扮出門。喜歡的食物是酸梅乾，10月20日出生。
小泉日和（小泉ひより，、聲優：皆口裕子）
奈奈坂學園出身，現在是21歲一坂大學的3年級學生，專攻兒童文學。以實習教師的身份來到母校教導靖臣等人的2-B，被稱為。擔任科目是國語。是鞠音的姐姐，外貌為成熟女性的美人，不過和可靠的妹妹不同，是個相當嚴重的冒失娘。口癖是，笑的時候是，打噴嚏則是。特徵是屁股大，不過被提到就會消沈。認為「熊貓很強」，曾經穿過只有頭是熊貓的玩偶裝。喜歡吃芋頭，1月15日出生。

### 次要角色
小泉鞠音（こいずみ まりね、聲優：山本麻里安）
奈奈坂學園1年級。隸屬於女子游泳社，被靖臣叫做「鞠音」。和靖臣與涼香是中學以來的舊識，會在意兩人之間的關係。中學時代曾當過游泳社的經理。和冒失的姐姐日和不同，可靠而很有禮貌的體育會系。尊敬涼香，模仿涼香的而改為的笑法。雖然經常因為登場時機不好而被說可憐，不過是眾多登場人物中唯一在廣播劇CD全巻封面出現的。喜歡吃布丁。
野野宮美影（ののみや みかげ、聲優：南央美）
奈奈坂學園2年級。與靖臣不同班，隸屬於女子游泳社。被靖臣喚做。講話相當地慢，頭上總是坐著宇宙（コスモス）星丸（連游泳時也是）。有時會突然脫口說出「請和我結婚」，令人搞不懂她在想什麼。在小說版是以實習老師身份登場。
宇宙星丸（コスモス星丸，、聲優：南央美）
總是坐在美影頭上的猴子，但其樣子不像是普通的猴子。聽得懂人話，美影和星丸能很普通地對話。謠傳說「其實是宇宙猴子」「和美影合為一體」，然而真相不明。靖臣曰「當成食物看待」。名字的出處被認為是國際科學技術博覽會的吉祥物角色。
姉倉子鹿（あねくら こじか、聲優：釘宮理惠）
原作裡本來是只有在日和劇情才會出現，到了廣播劇CD時變成了主角的人氣角色。被不良中學生糾纏時由靖臣解圍，此後雖然是小學生仍然每天出現在奈奈坂學園，以日和所想的各種招式猛烈地追求靖臣。講話時語尾會加上「風味」2字。知道不少聽來的性知識，常常挨靖臣罵「女孩子不要講那種下流的話」。
江之尾忠介（えのお ちゅうすけ、聲優：子安武人）
奈奈坂學園2-B，靖臣的同班同學。經常在學生制服外加穿白袍（運動服時也一樣），而且戴著單鏡片眼鏡（monocle）。自稱瘋狂科學家，總是在作奇怪的實驗。其實是2-B的班長（因為沒有人推薦，山寺老師隨便決定的）。在小說版是以實習老師身份登場。
真田武彥（さなだ たけひこ、聲優：井上和彥）
靖臣與鞠音中學時的學長，靖臣稱之為。獨自專研出真田流水泳術的天才選手，不過在3年前往生。也是對靖臣個性影響很大的人物。
山寺先生（やまでらせんせい、聲優：井上和彥）
奈奈坂學園教師。2-B的班導，由於其人德被學生們稱為「和尚」。班會被稱作「說法」、上課被稱作「讀經」而學生常打瞌睡。
楠璃奈（くすのき りな、聲優：井上喜久子）
若菜的母親，很中意靖臣。靖臣稱呼為。
紀藤姬子（きとう ひめこ）
只在初子劇情登場的小角色，不過在廣播劇CD中也有登場。靖臣1年級時的同班同學，曾經想透過同一個中學的初子和靖臣交往。似乎是天使系的美人。
姉倉彌繪（あねくら やえ）
子鹿的母親，和子鹿長的一模一樣並且擁有會被誤認為是小學生的年輕美貌。在宣傳CM裡為了對抗女兒的子鹿而使用「flavor（フレーバー）」（風味的英譯）。
野並祥子（のなみ しょうこ、聲優：橫手久美子）
和鞠音同為靖臣中學時代水泳部的經理。涼香和同年，不過現在是別的學校的學生。
尼子崎源三（あまこざき げんぞう、聲優：廣瀨正志）
奈奈坂神社的神主，初子的祖父。
西園寺由香（さいおんじ ゆか）
奈奈坂學園2-B，靖臣的同班同學，被靖臣叫做。座位在靖臣旁邊（由靖臣來看是若菜反對側）。廣播劇CD中未登場。
練馬春日（ねりま かすが）
於小說版登場。八坂原學院出身，在大學與靖臣和涼香相遇。另外中學時和晴姬是同學（後來晴姬搬家）。被靖臣叫做。愛照顧別人的個性。

## 工作人員
- 企畫・劇本：竹井10日
- 人物設定・原畫：
- SD角色插畫：
- 販售：HOBIBOX株式會社

## 主題歌
- OP主題曲：（向天空說再會）
作詞：竹井10日、作曲・編曲：LOOM、歌：YUIKO
- 插入歌：『癒』
作詞：竹井10日、作曲・編曲：LOOM、歌：YUIKO
- ED主題曲：『Everlasting Flower』
作詞：竹井10日、作曲・編曲：LOOM、歌：YUIKO

## 關連作品

### 輕小說
- （KSS Novels刊・2002年6月30日初版・ISBN 4-87709-577-2）

由原作劇本的竹井10日親自執筆的小說。內容是以涼香劇情為主的故事後談。封面插圖是、內頁插圖由依澄れい擔當。

### 合同漫畫
- （SOFGARE COMICS刊・2003年5月30日初版・ISBN 4-921068-95-X）

### 廣播劇CD
皆由HOBiRECORDS發售。因為同樣是竹井10日親自經手劇本，為和原作同樣搞笑強勁的系列。
- 第1期系列
  - （2003年1月17日発売、品番･HBDC-001）
  - （2003年3月14日発売、品番･HBDC-002）
  - （2003年5月23日発売、品番･HBDC-003）
- （2003年8月29日発売、品番･HBDC-004）
- 第2期系列
  - （2004年3月12日発売、品番･HBDC-007）
  - （2004年8月27日発売、品番･HBDC-010）
  - （2005年1月14日発売、品番･HBDC-012）
- （全巻購入特典の非売品）

製作人員
- 劇情・腳本：竹井10日
- 包裝插圖：（至為止）、黒星紅白（以後）
- 主題歌： 作詞：竹井10日、作曲・編曲：Wacha、歌：田村由香里

完整版收錄在。另外只有主題歌是原作ED曲『Everlasting Flower』的田村由香里版本。
- 制作・販売：HOBiRECORDS

特記事項
- 其中一部份有在Comic Market先行販售。
- 每次發行時會在HOBiRECORDS的Web網站上公開宣傳CM，不過每次內容都跟宣傳毫無關連。
- 時曾經有在宣傳CM裡召募劇本的企畫。
- 竹井10日不只是劇本，也有以聲優在作品中演出。
- 的收錄報告漫畫是畫的。
- 的CD冊子是篤見唯子、是竹本泉畫的。

## 補足事項
- Marron的次回作《姐姐3次方（お姉ちゃんの3乗）》和本作品同樣是以奈奈坂為舞台[4]。此外竹井10日現在製作中的新作也和本作品有所連結，在雑誌訪談時有提到。
- 原始版在讀取時會出現「讀取成功了（ロードは成功しました）」這種在其他地方很少見的奇妙訊息（互換系統中多半被審略掉了）。
- CandySoft的的柊海，在個性上、姿態、會唱奇怪的歌曲、甚至是「真空姐姐拳（真空お姉ちゃんパンチ）」等細節，被視為是本作品涼香的模仿角色。
- 07th Expansion的《暮蟬悲鳴時》的龍宮禮奈句尾會重複兩次的說話方式被質疑可能是模仿本作品的若菜，然真相不明。[5]。另外在CandySoft的《嬌蠻之吻》其中一個場景裡關於對馬雷歐和楊豆花的對談也有同樣的指摘[永久]，不過依然是真相不明[6]。
- 同人遊戲社團的作品的升級光碟中有本作的角色登場。
- 在2006年5月6日播放的富士電視台深夜綜藝節目裡，本作品的晴姬被列舉為蠻橫嬌羞（ツンデレ）的代表角色。但是在Marron公式網站揭示板的留言來看（竹井10日發言「聽人說過後才知道」），似乎是沒有事先取得許可。

## 關連項目
- 姐萌
- 蠻橫嬌羞（ツンデレ）
- 姐姐遊戲（姉ゲー）
- 姐姐3次方（日语：お姉ちゃんの3乗）
- Cosmos Cube（日语：こすもすきゅーぶ）
- ONE～光辉的季节～

## 外部連結
官方關係
- Marron （页面存档备份，存于）
- Softgarage （页面存档备份，存于）
- HOBiRECORDS （页面存档备份，存于）

互換系統配布元
- http://hp.vector.co.jp/authors/VA000482/ （页面存档备份，存于）
- C.H.A.O.S. （页面存档备份，存于）